# 아랍에미리트 축구 협회
아랍에미리트 축구 협회(아랍어: الاتحاد الاماراتي لكرة القدم, 영어: United Arab Emirates Football Association)는 아랍에미리트의 축구 협회이다. 국제축구연맹(FIFA)과 아시아 축구 연맹(AFC)에 가입되어 있다. UAE 아라비안 걸프 리그, 아랍에미리트 축구 국가대표팀 등을 관리하고 UAE 프레지던트컵 등의 공식 경기를 주최한다.

## 같이 보기
- 아시아 축구 연맹
- 서아시아 축구 연맹
- 아랍에미리트 축구 국가대표팀
- 아랍에미리트 여자 축구 국가대표팀
- UAE 아라비안 걸프 리그